# Maura Tombelli

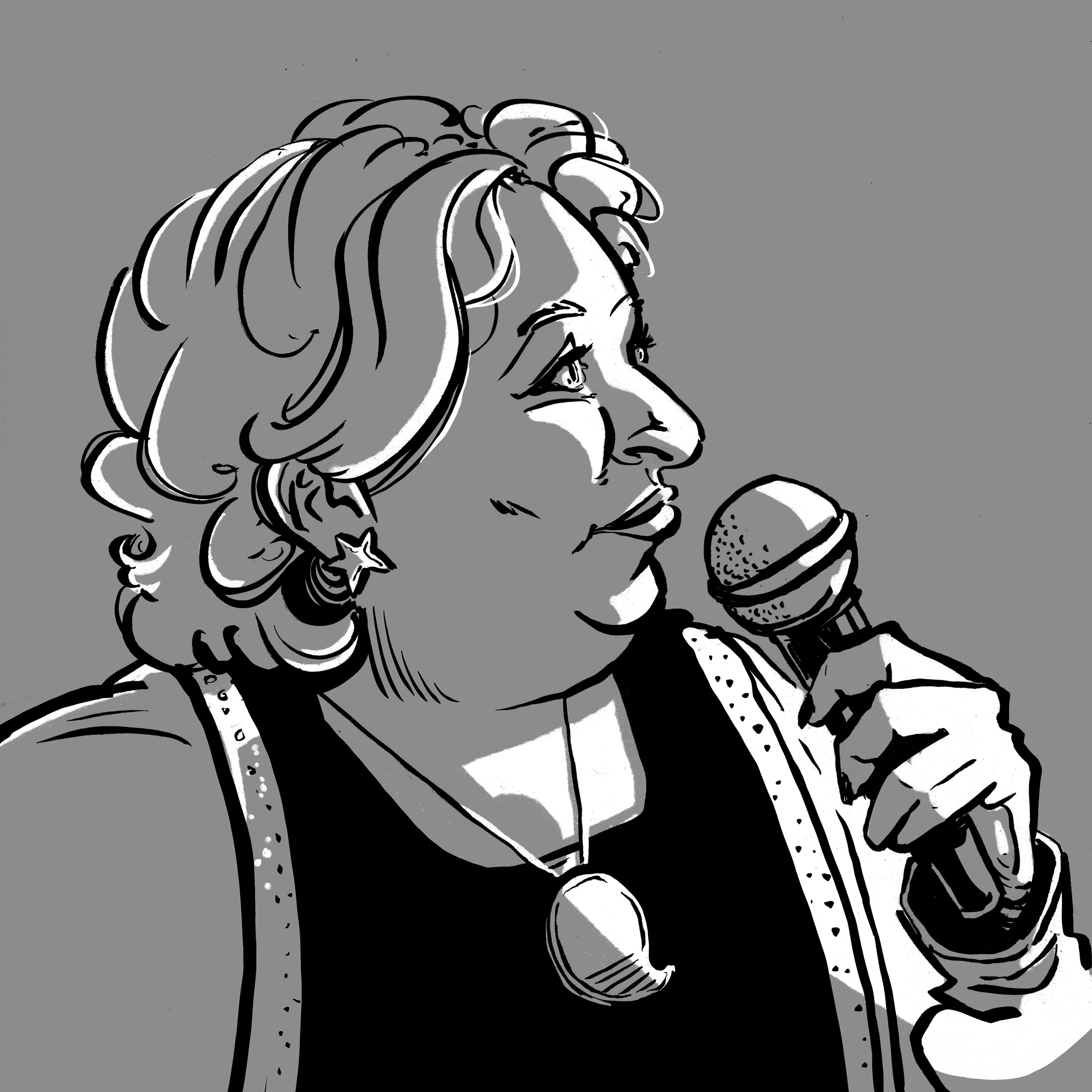
Maura Tombelli

Maura Tombelli (Montelupo Fiorentino, 8 de Novembro de 1952) é uma astrônoma italiana e prolífica descobridora de asteroides - conta já com mais de 190.
O asteroide 9904 Mauratombelli foi assim nomeado em sua homenagem.